# Black and Tan (Getränk)

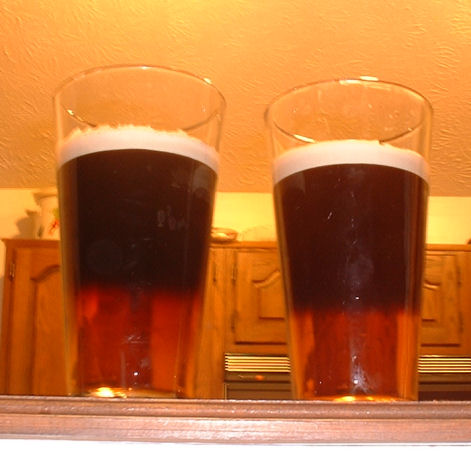
Black and Tan

Black and Tan ist ein Biercocktail, bei dem ein helles Bier (in der Regel ein helles Ale) und ein dunkles Bier (in der Regel ein Stout) in einem Pint-Glas geschichtet werden. 
Der Begriff Black and Tan stammt wahrscheinlich aus England, wo schon mindestens seit dem Siebzehnten Jahrhundert verschiedene Biersorten gemischt wurden.